# 邻甲苯基硫脲
邻甲苯基硫脲，分子式C8H10N2S，是一种剧毒化合物。